# Бочан, Ян

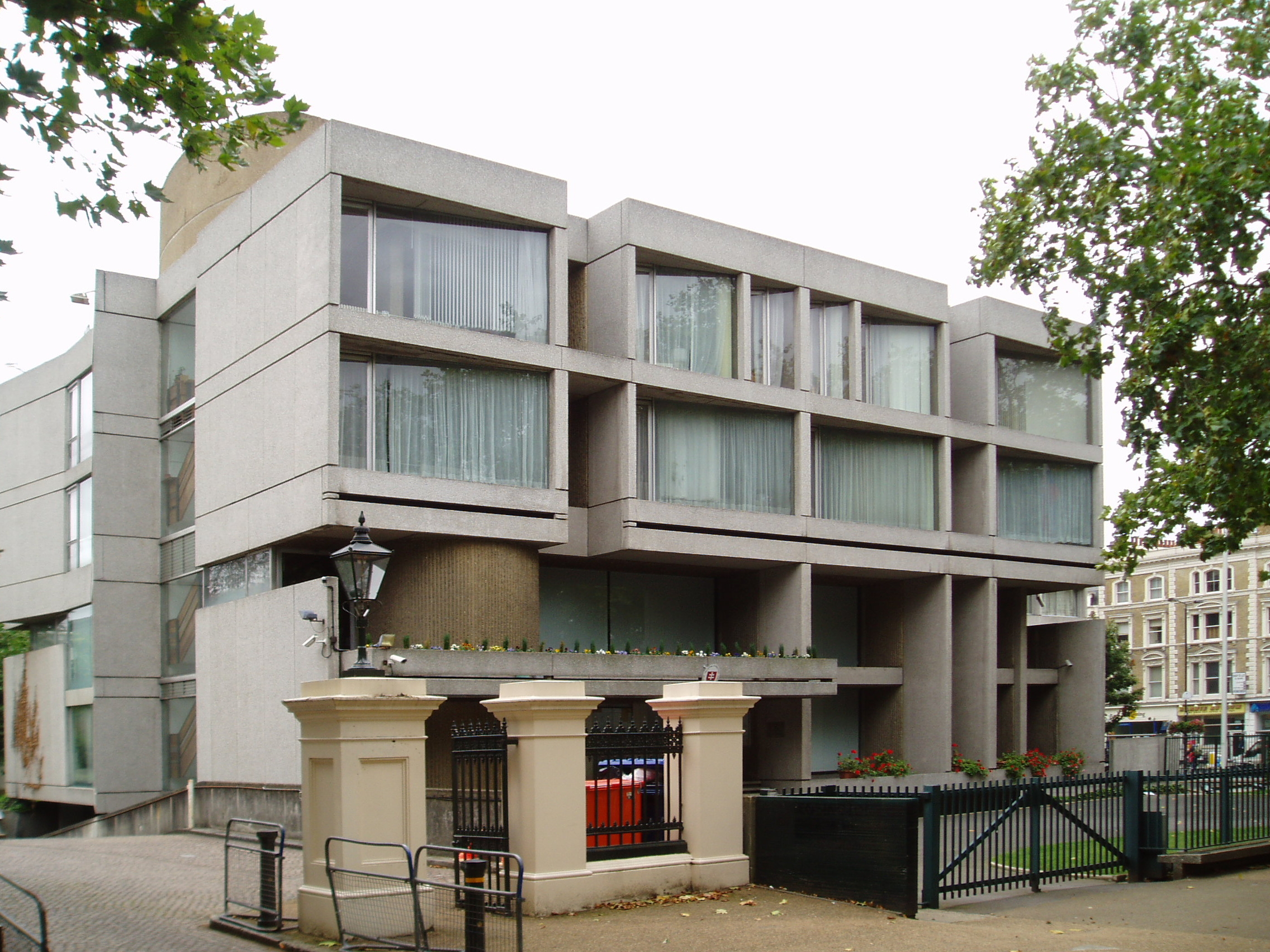
Здание посольства Чехословакии в Лондоне в 1971 году завоевало награду RIBA^{(англ.)}. Сейчас посольство Словакии.

Ян Бочан (чеш. Jan Bočan; 17 октября 1937[…], Чески-Брод, Среднечешский край[…] — 7 декабря 2010[…], Прага) — чешский архитектор и преподаватель.
Является соавтором нового здания Пражского Главного вокзала с 70-х лет, отеля InterContinental(англ., чеш.) в Праге, ряда посольств (в Лондоне, Бразилиа, Стокгольме, Тбилиси), также автор интерьера торгового центра в Москве, страховой компании в Либерце, здания Министерства строительства в Праге-Нусле. Является представителем чистой искусственной линии позднего брутализма и неофункционализма.

## Биография
В 1962 году окончил Факультет архитектуры Чешского Технического Университета в Праге.
Первое время работал в мастерской «Конструктива». В 60-х годах вместе в Яном Шрамком в рамках объединения «Sdružení projektových ateliérů» основал архитектурную мастерскую Бета. Тогда это было попыткой нарушения гегемонии государственных учреждений и создания качественных мастерских. Благодаря победам в архитектурных конкурсах у него появились такие важные проекты как посольство Чехословакии в Лондоне, отель InterContinental и заграничные контакты.
В 1989 году вернулся в Чехию, стал ведущим мастерской Факультета архитектуры. Основал собственную мастерскую «Bočan & Partners», которой руководил до своей смерти. С 1999 года ведущий института проектирования I (ústav navrhováni I). Потом стал председателем Академического сената Факультета архитектуры.
В 2005 году получил звание профессора университета в Тбилиси honoris causa. 2 мая 2006 получил статус профессора от президента Чешской республики. В 2009—2010 годах развивал совместные образовательные проекты с Грузией, также сотрудничал с университетами во Франции, Германии, США и Колумбии.
В 2009 году получил премию Grand Prix architektů(чеш.) от организации Obec architektů.
Отец актрисы Магулены Бочановой.

## Реализованные проекты
Творчество Яна Бочана можно разделить на 3 этапа

### 1. В сотрудничестве с Яном Шрамком в ателье Бета
- 70- посольство в Лондоне (RIBA award)
- Главный вокзал в Праге
- Постройки для туристического агентства ČSA В Париже, Лондоне, Копенгагене, Брюсселе
- 74- жилые дома в Бразилии

Интерьеры:
- отель Интерконтиненталь в Праге
- общественная часть чехословацкого павильона на EXPO Ósaca; самостоятельно:
- многочисленные проекты дизайна интерьера и предметов мебели
- административное здание в Праге Нусле

### 2. В паре Бочан—Ротбауэр
- посольство Чехословакии в Стокгольме (1-е место вместе с архитектором Шрамком)
- жилой комплекс Jihozápadní Město—Velká Ohrada

Интерьеры: (в сотрудничестве с О. Новотни)
- страховая компания в Либереце
- чехословацкий технический центр Москва-Чертаново

Проекты
- санаторий Липова (лучший проект 1967 года)
- международная садоводческая выставка 79
- дворец Sjezdový palac в Стромовке
- конгресс-холл (2-е место)
- обширный проект района Голешовице—центр Праги
- проект дипломатического района Прага-Троя
- 84— авторская выставка в галерее Ярослава Фрагнера

### 3. Собственное архитектурное бюро
- жилые дома в Праге-Троя высшего класса

Проекты:
- административный и торговый центр Jižní Město
- деревня для детей-инвалидов
- кладбище политзаключённых Прага-Дяблице
- отель на набережной Влтавы
- виллы в Подебрады